# Phaseoleae

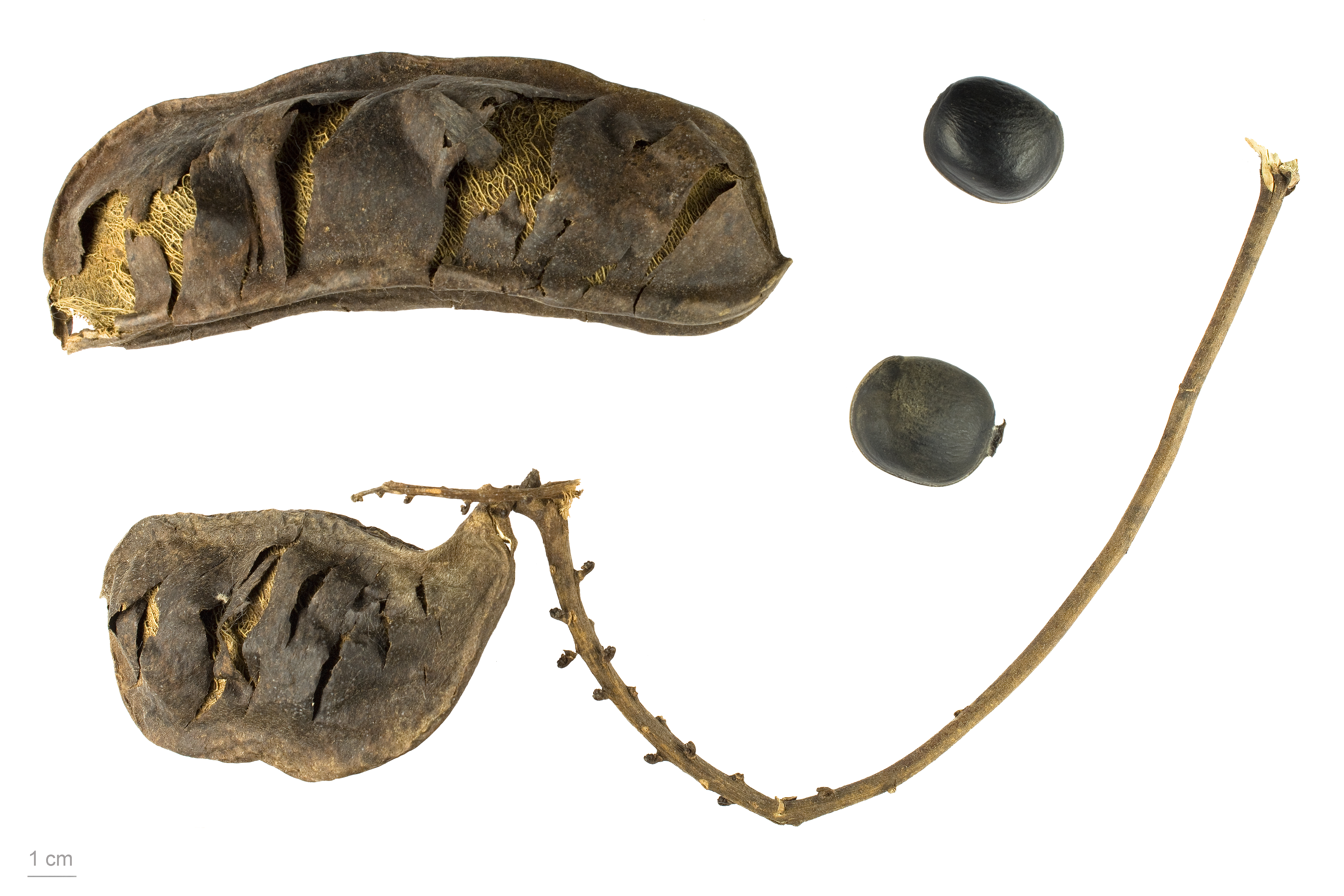
Dioclea macrocarpa

La tribu de les faseòlies (Phaseoleae) és una de les subdivisions de la família de les fabàcies (Fabaceae), aquesta tribu inclou molts dels fesols cultivats per al consum humà i animal.

## Subtribus i gèneres
| - Cajaninae - Adenodolichos - Bolusafra - Cajanus - Carrissoa - Chrysoscias - Dunbaria - Eriosema - Flemingia - Paracalyx - Rhynchosia - Clitoriinae - Barbieria - Centrosema - Clitoria - Clitoriopsis - Periandra - Diocleinae - Camptosema - Canavalia - Cleobulia - Collaea - Cratylia - Cymbosema - Dioclea - Galactia - Herpyza - Lackeya - Luzonia - Macropsychanthus - Erythrininae - Apios - Butea - Cochlianthus - Erythrina - Meizotropis - Mucuna - Neorudolphia - Rhodopis - Spatholobus - Strongylodon - Glycininae - Amphicarpaea - Calopogonium - Cologania - Diphyllarium - Dumasia - Eminia - Glycine - Mastersia - Neonotonia - Nogra - Pachyrhizus - Pseudeminia - Pseudovigna - Pueraria - Shuteria - Sinodolichos - Teramnus - Teyleria | - Kennediinae - Hardenbergia - Kennedia - Vandasina - Ophrestiinae - Cruddasia - Ophrestia - Pseudoeriosema - Phaseolinae - Alistilus - Austrodolichos - Decorsea - Dipogon - Dolichopsis - Dolichos - Dysolobium - Lablab - Macroptilium - Macrotyloma - Mysanthus - Neorautanenia - Nesphostylis - Oryxis - Otoptera - Oxyrhynchus - Phaseolus - Physostigma - Psophocarpus - Ramirezella - Spathionema - Sphenostylis - Strophostyles - Vatovaea - Vigna - Wajira |

## Galeria

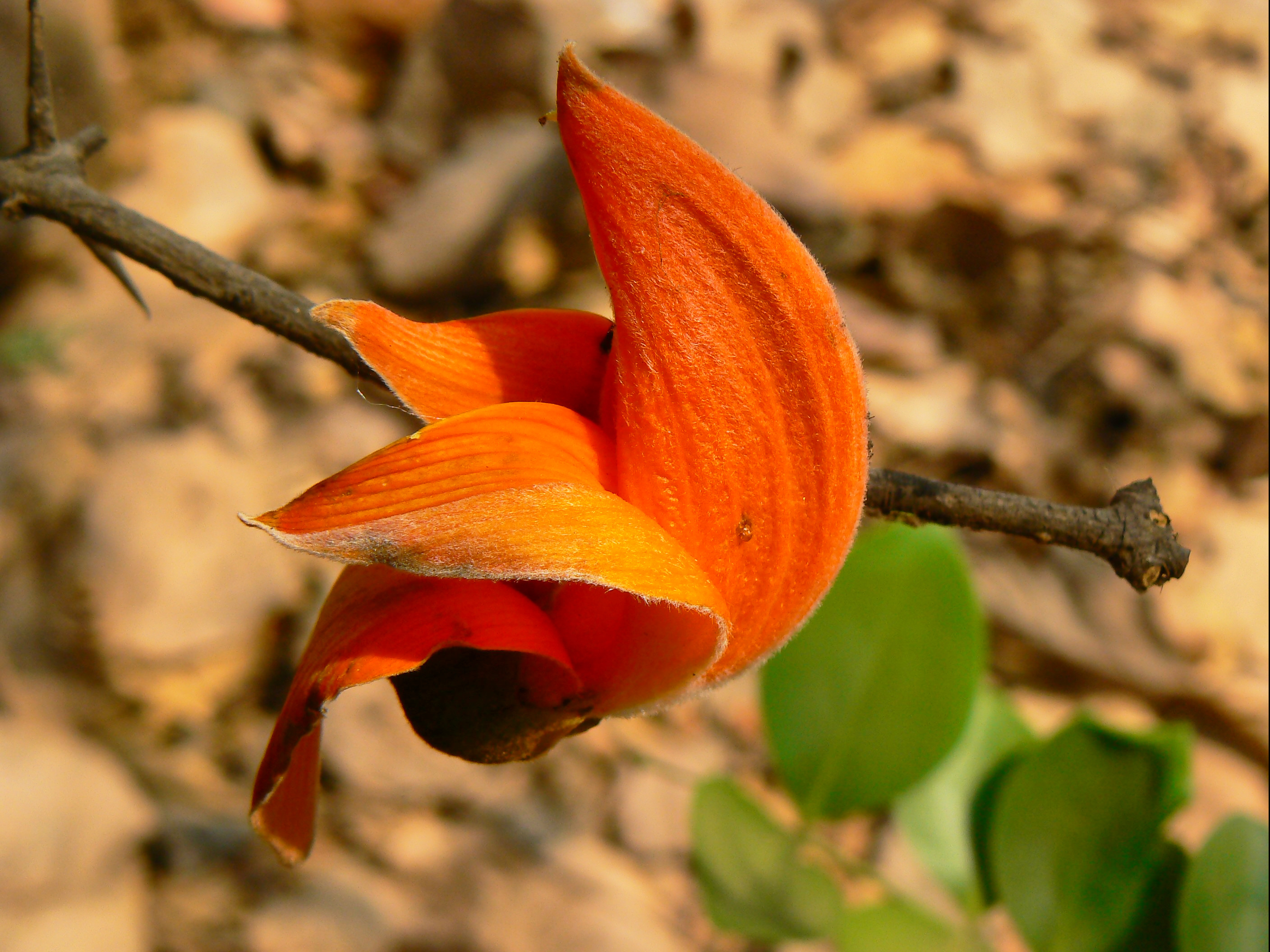
Flor de Butea monosperma
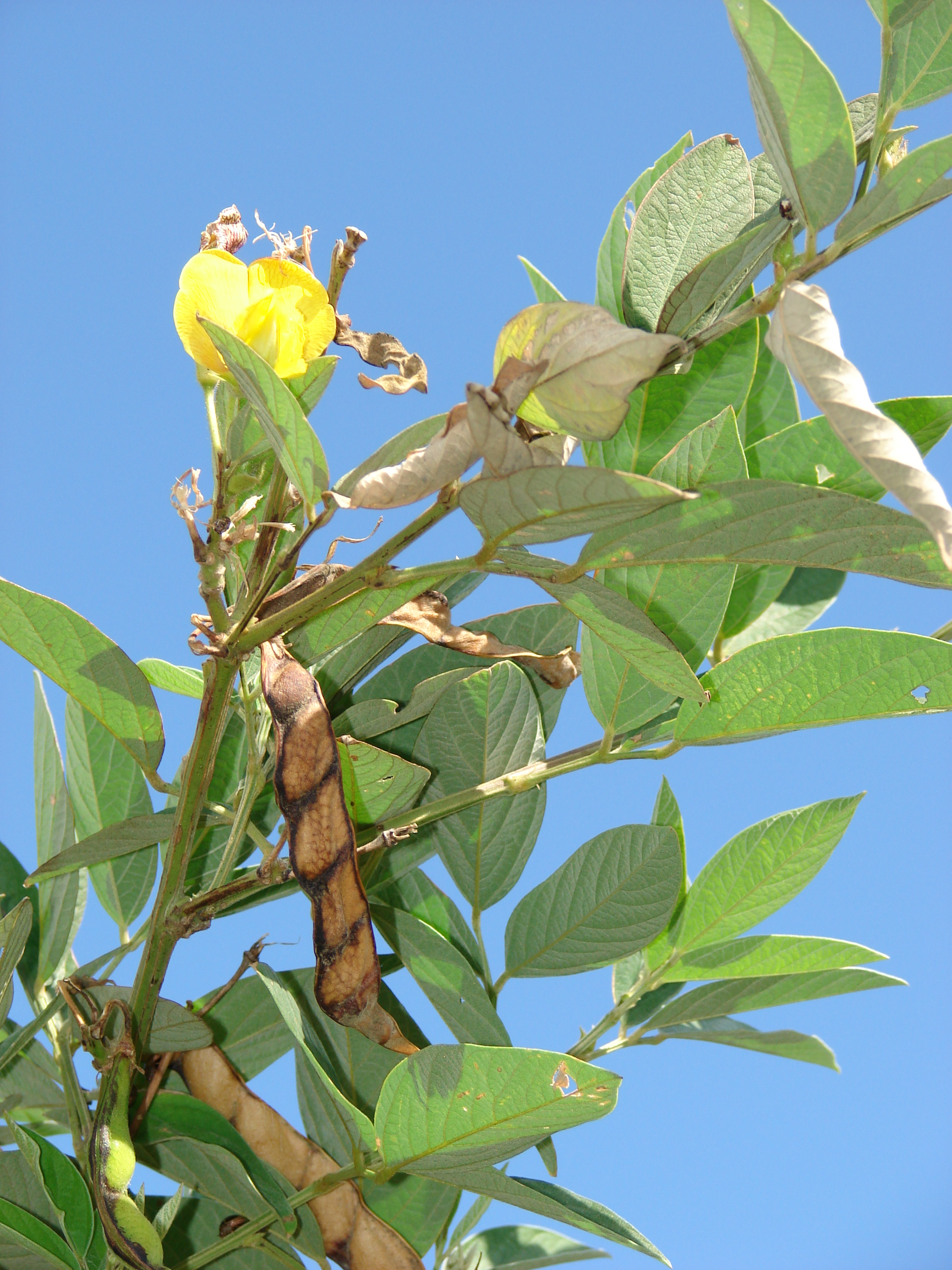
Cajanus cajan
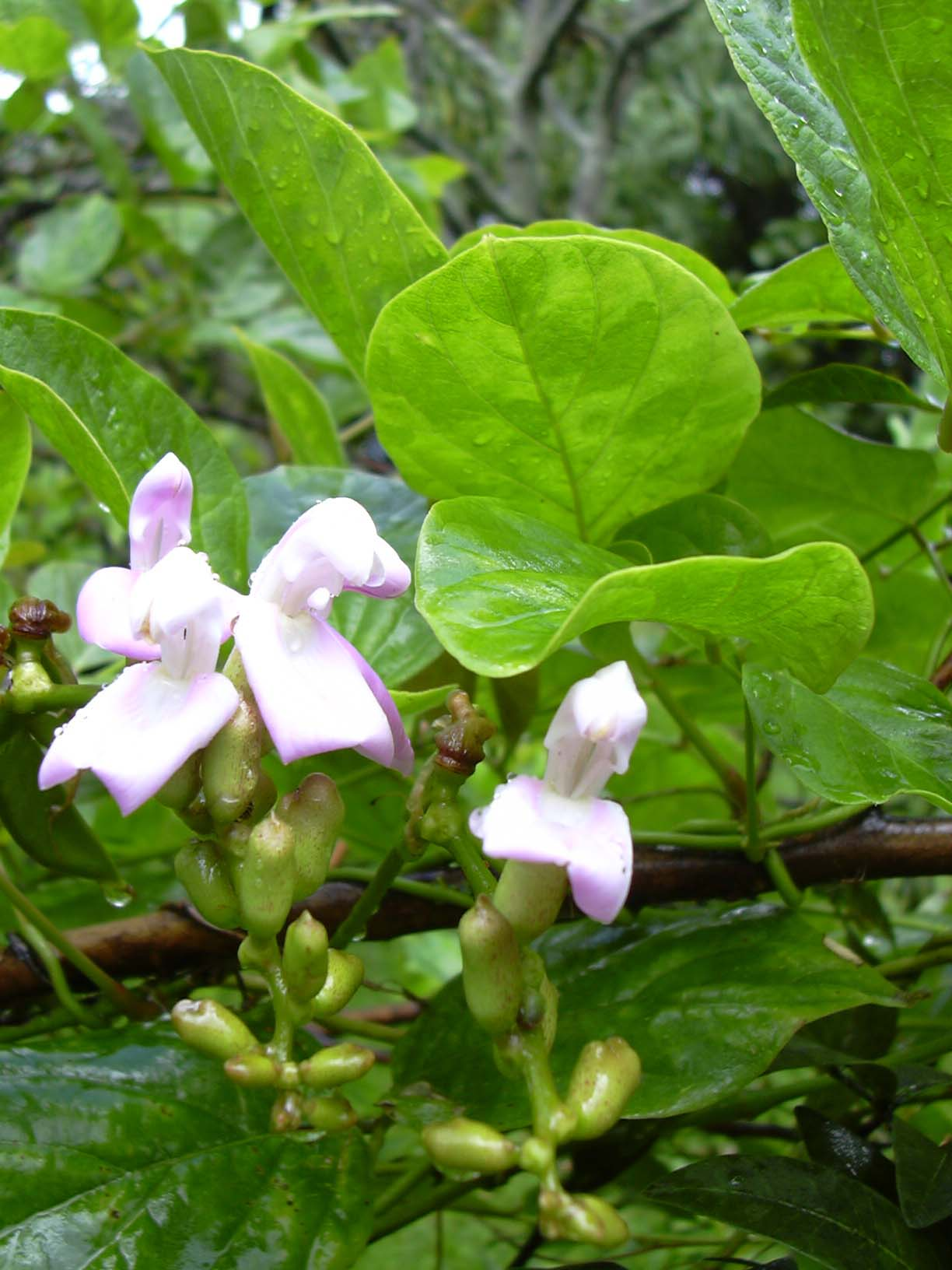
Canavalia cathartica
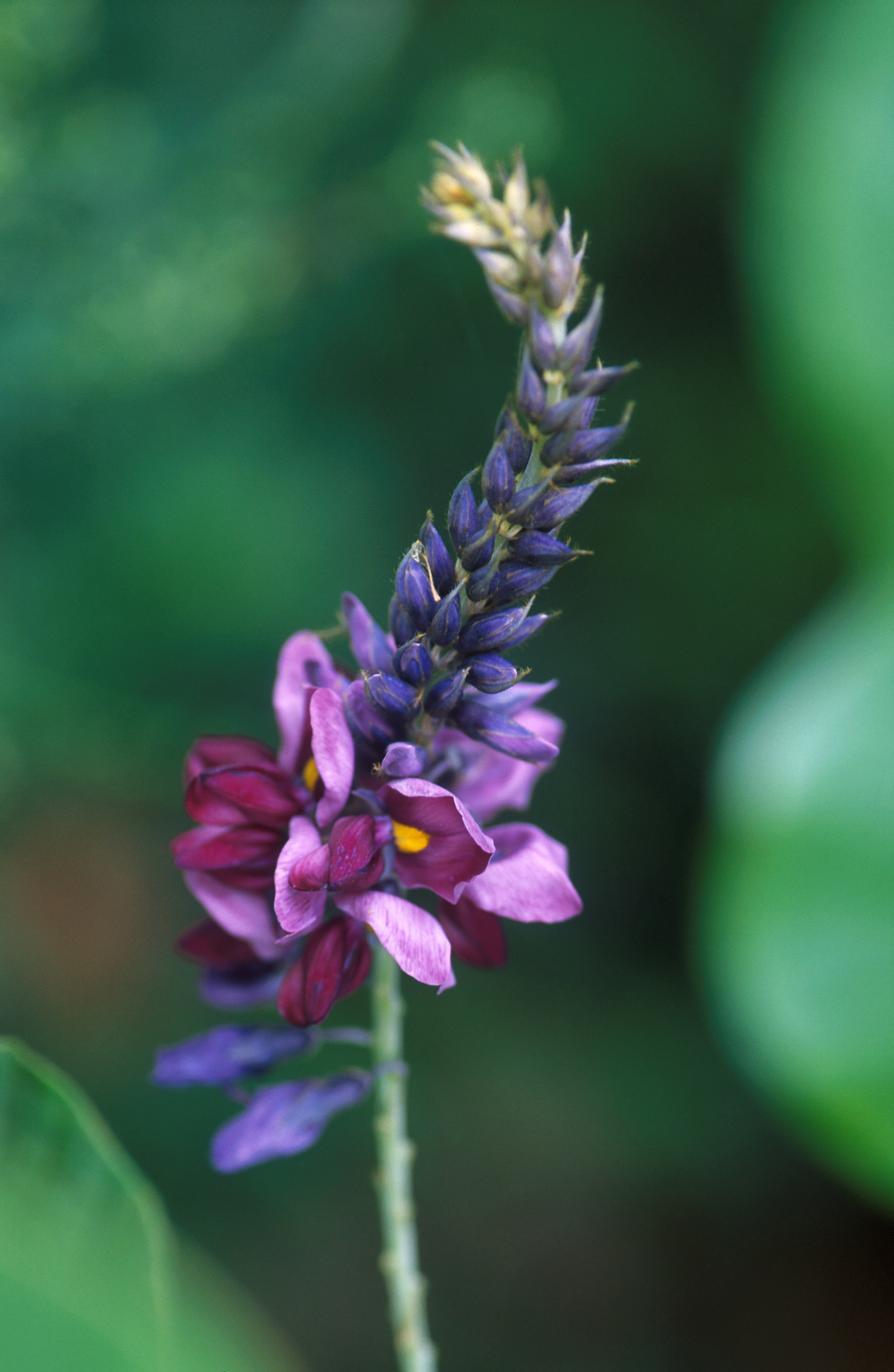
Pueraria montana
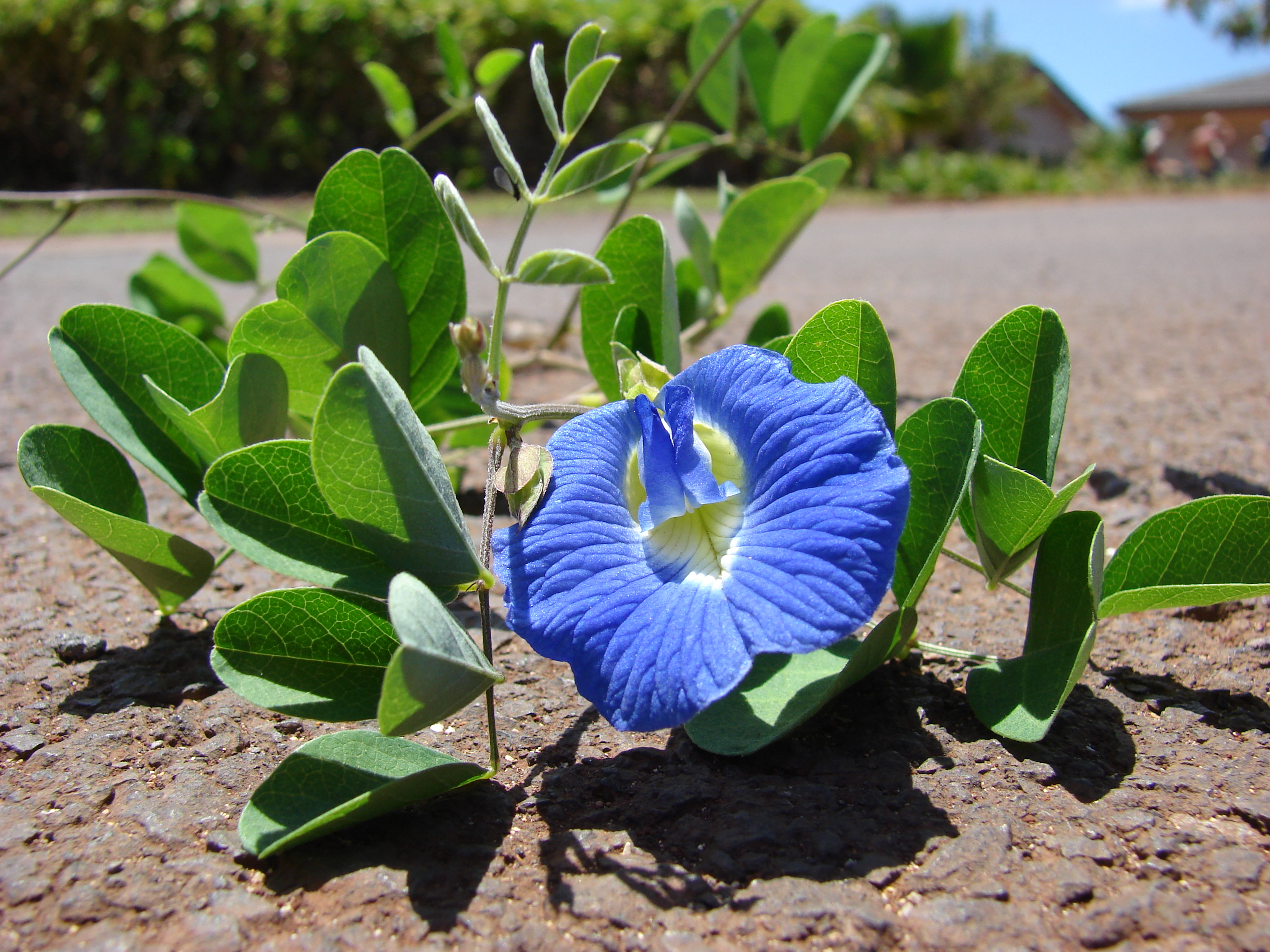
Clitoria ternatea
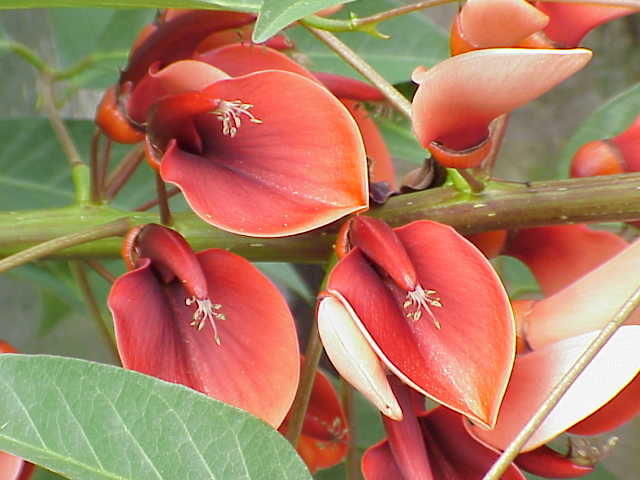
Erythrina crista-galli
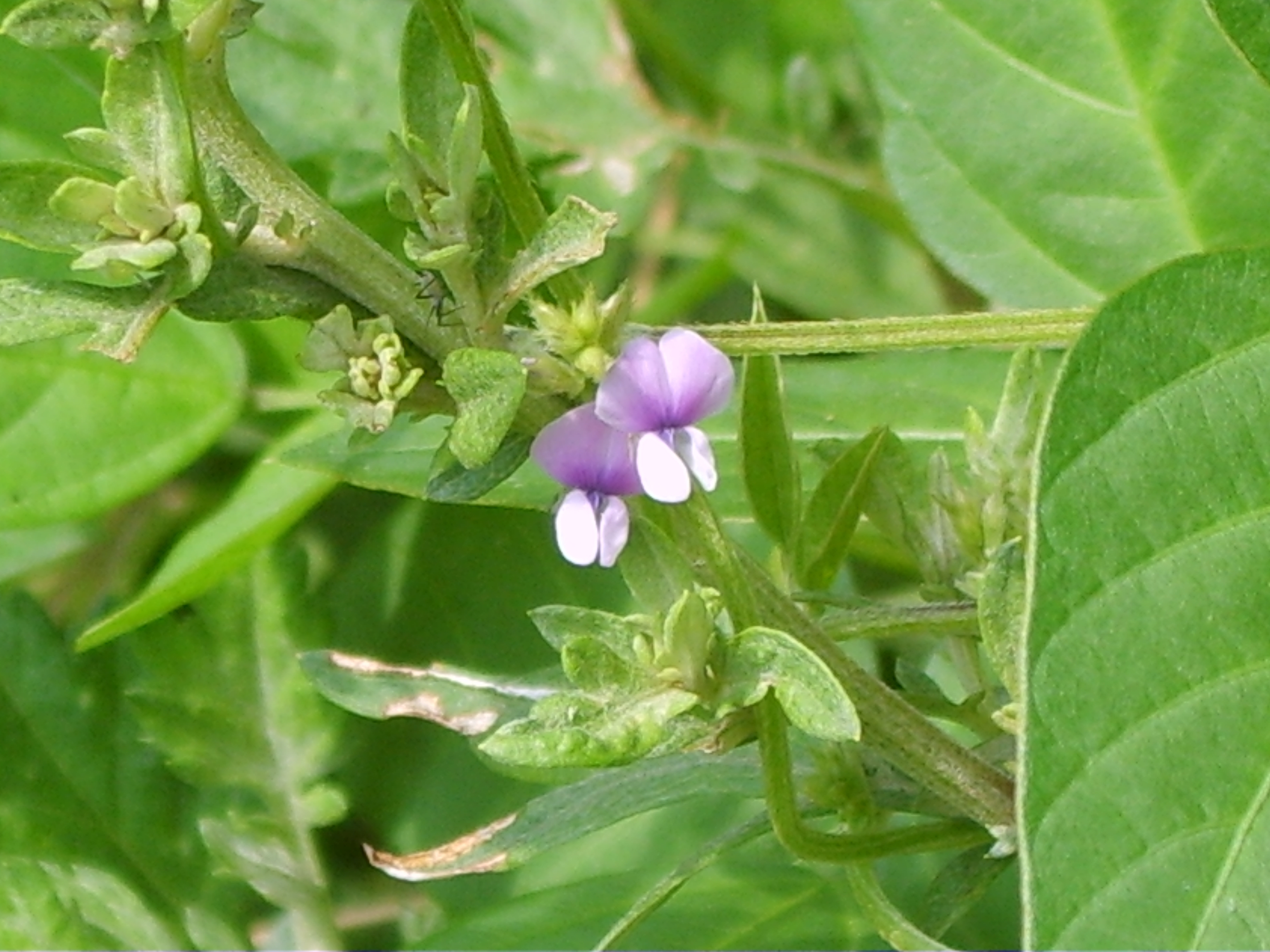
Glycine soja
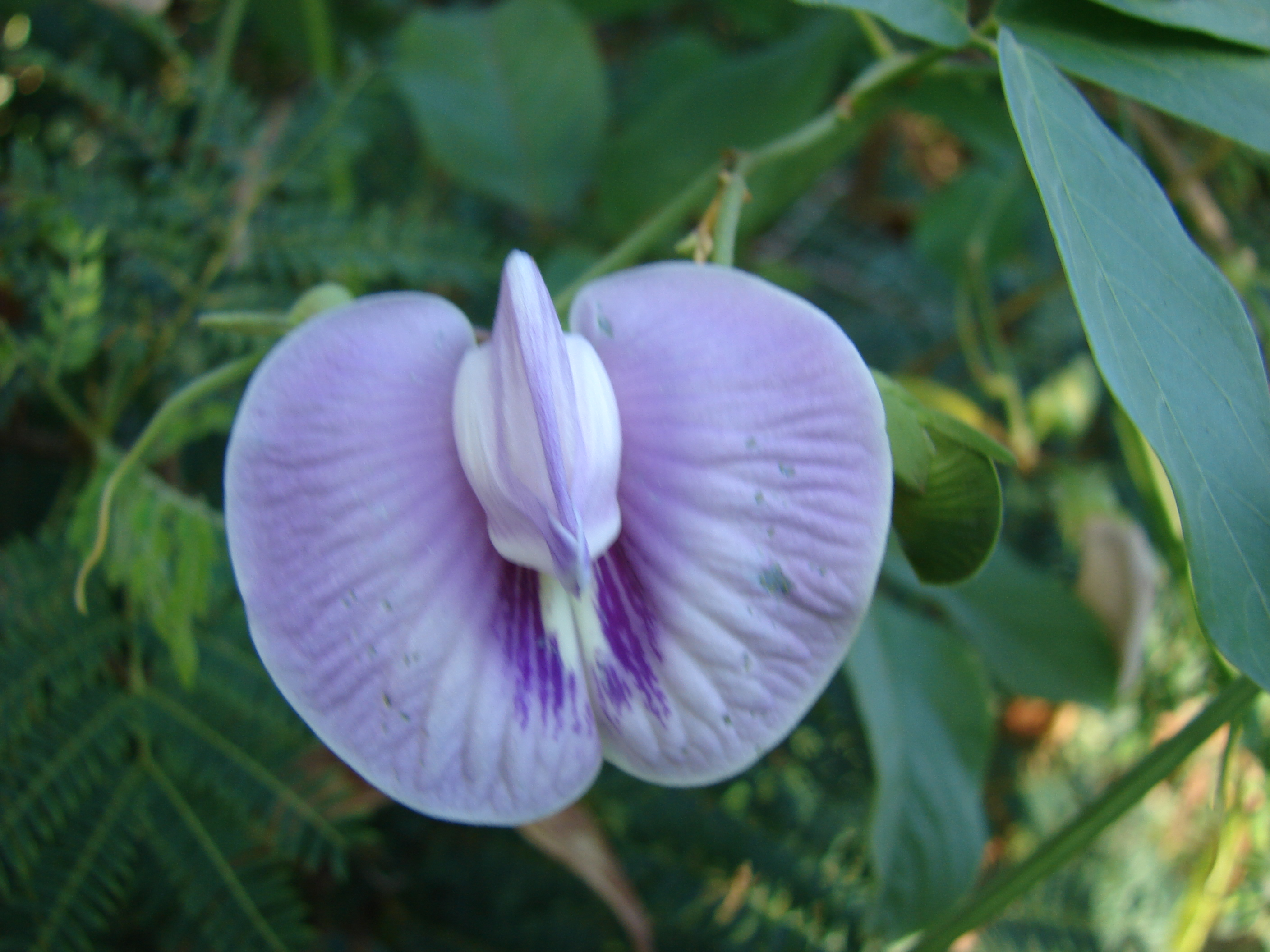
Centrosema molle